# Klinikum Emden
Das Klinikum Emden – Hans-Susemihl-Krankenhaus ist eine kommunale Akutklinik sowie Akademisches Lehrkrankenhaus in Emden. Pro Jahr werden etwa 15.000 Personen stationär und rund 25.000 Personen ambulant behandelt. Das Klinikum beschäftigt ungefähr 800 Mitarbeiter. Seit 2005 wird das Klinikum Emden als gemeinnützige GmbH der Stadt Emden geführt.

## Geschichte
1844 gab es erste Bestrebungen, ein Krankenhaus in Emden zu errichten. Das erste Emder Krankenhaus wurde am 1. Januar 1861 am Burgplatz in der Emder Innenstadt gegründet. Es war das erste in Ostfriesland erbaute Krankenhaus.
Jenes Krankenhaus hatte 30 Betten, davon jeweils 4 in der ersten und zweiten Klasse sowie 22 in der dritten Klasse. Die „Preise“ pro Tag betrugen drei Mark (Kl. I), zwei Mark (Kl. II) und für die dritte Klasse 1,50 Mark (für Auswärtige) bzw. 1,25 Mark für hiesige Einwohner. Kinder zahlten bis zwei Jahren 40 Pfennig, bis sechs Jahren 60 Pfennig.
1883 erfolgte der Wechsel in einen Neubau in der Großen Straße. Während des Zweiten Weltkriegs wurde das Krankenhaus vollständig zerstört. Emder Patienten mussten bis 1953 in Sandhorst bei Aurich in einem Notkrankenhaus oder in Baracken versorgt werden. 1953 erfolgte die Einweihung des neuen Emder Krankenhauses im Stadtteil Barenburg. Seit Eröffnung fanden mehrere Erweiterungen und Renovierungen statt. 1983 wurde das Krankenhaus nach Hans Susemihl, Emder Oberbürgermeister und einer der Initiatoren für den Neubau des Krankenhauses nach dem Krieg, in Hans-Susemihl-Krankenhaus umbenannt. Nach der Umwandlung in eine gemeinnützige GmbH im Jahre 2005 heißt die Einrichtung heute offiziell Klinikum Emden Hans-Susemihl-Krankenhaus gGmbH.
Im Oktober 2013 wurde bekannt, dass der Landkreis Aurich und Emden über ein gemeinsames Krankenhaus in Georgsheil nachdenken und die Machbarkeit prüfen wollen. Bei einem Bau einer gemeinsamen Klinik dort würden die beiden Standorte der Ubbo-Emmius-Klinik in Aurich und Norden sowie das Hans-Susemihl-Krankenhaus geschlossen. Im Juni 2017 wurde in einem Bürgerentscheid der Bau der Zentralklinik Georgsheil abgelehnt. Durch einen weiteren Bürgerentscheid im Jahr 2019 wurde der Bau der Zentralklinik allerdings befürwortet.

## Bedeutung
Das Krankenhaus versorgt mit 370 Planbetten die Stadt Emden sowie die umliegenden Gemeinden Hinte, Ihlow und Krummhörn des Landkreises Aurich. Des Weiteren versorgt die psychiatrische Abteilung Patienten aus Emden und dem Landkreis Leer.
Das Klinikum Emden ist Lehrkrankenhaus der Medizinischen Hochschule Hannover.

## Fachabteilungen
- Innere Medizin
- Pneumologie, Kardiologie und Angiologie
- Allgemein-, Viszeral- und Gefäßchirurgie
- Unfallchirurgie und Orthopädie
- Neurologie
- Psychiatrie, Psychotherapie und Psychosomatik einschl. Tagesklinik
- Anästhesiologie und Intensivmedizin
- Radiologie
- Hals-, Nasen- und Ohrenheilkunde (Belegabteilung)

## Krankenhausfunk
Seit 1990 gibt es im Emder Krankenhaus ein Krankenhausfunk. Der Sender „Radio Rudi“ sendet durchschnittlich acht Stunden pro Tag.